# Shane McGuirk
Shane McGuirk (* 9. Mai 1995 in Castleblayney, County Monaghan) ist ein irischer Dartspieler. 2024 gewann er die WDF-Weltmeisterschaft.

## Karriere
McGuirk nahm im November 2017 erstmals an Turnieren der PDC Development Tour teil und trat somit auch zum ersten Mal international in Erscheinung. Bei einem dieser Turniere erreichte er die Runde der letzten 32, was ihm 100 Pfund Sterling Preisgeld bescherte. 2018 wurde er daraufhin ein regelmäßiger Teilnehmer der Development Tour. Beim Turnier Nummer zehn erreichte er dabei erstmals ein Achtelfinale, was er bei Turnier 15 wiederholen konnte. Bei Turnier Nummer 18 im November erreichte McGuirk erstmals ein Halbfinale auf der Development Tour, wofür er Spieler wie Mike van Duivenbode, Harry Ward und Danny van Trijp bezwang, bevor er gegen Geert Nentjes verlor. Ein weiteres Viertelfinale am gleichen Wochenende bescherte McGuirk letztlich Platz 41 in der PDC Development Tour Order of Merit.
Im Dezember nahm McGuirk am World Masters 2018 teil. Er besiegte dabei unter anderem Sean McGowan für einen Platz unter den letzten 32, wo er jedoch Scott Mitchell mit 1:3 unterlag. Einen Monat später nahm McGuirk zum ersten Mal an der PDC Qualifying School teil, verfehlte jedoch klar die Tour Card. Er blieb also vorerst bei der PDC Development Tour, wo er im Juni 2019 erstmals das Finale beim Turnier neun erreichte; er verlor mit 2:5 gegen Geert Nentjes. Bei Turnier Nummer zehn am gleichen Tag stand McGuirk ebenfalls im Finale. Diesmal unterlag er Ted Evetts mit 3:5. Im Juli gab McGuirk dann sein Debüt auf der PDC Challenge Tour, wo er bei Turnier zehn das Halbfinale erreichte.
Beim Turnier Nummer 13 der Development Tour im August in Hildesheim erzielte McGurik dann seinen ersten Titel. McGuirk besiegte unter anderem Kevin Doets, Martin Schindler, Ted Evetts und Nathan Rafferty, bevor er sich im Finale mit 5:4 gegen Landsmann Keane Barry durchsetzte. Es folgte ein weiteres Halbfinale auf der Challenge Tour im September, womit McGuirk die Saison auf Rang 37 der Challenge Tour Order of Merit 2019 beendete. Nach dem letzten Development-Tour-Wochenende im November stand außerdem fest, dass McGuirk auf Platz 6 der Development Tour Order of Merit 2019 steht, womit er gerade einmal 50 Pfund von dem Erhalt einer Tour Card entfernt war.
Auch die Q-School 2020 verschaffte McGuirk hierbei keine Abhilfe, sodass er erneut auf die Secondary Tours der PDC angewiesen war. Seine gute Platzierung auf der Development Tour sorgte jedoch zumindest für McGuirks PDC-Major-Debüt bei den UK Open 2020, wo er aber in Runde eins gegen Callan Rydz mit 5:6 verlor. Aufgrund der COVID-19-Pandemie ließ McGuirk die Teilnahme an den restlichen Turnieren des Jahres ruhen.
Bei der Q-School 2021 nahm McGuirk wieder teil. Er schaffte es am dritten Tag in die Final Stage, wo er ein Viertelfinale erreichte, die Tour Card jedoch um einen einzigen Punkt verfehlte. Am zweiten Tag gelang ihm dafür ein Nine dart finish. Auf diesem Weg schaffte er es zwar zu den UK Open 2021, blieb jedoch erneut ohne Sieg. Mit 2:6 verlor er gegen Jack Main. Im August gab McGuirk daraufhin als Nachrücker sein Debüt auf der PDC Pro Tour. Bei Players Championship Nummer 22 gewann er sogar zwei Spiele gegen Jesús Noguera und David Evans. Daraufhin spielte McGuirk die gesamte PDC UK Challenge Tour, erreichte jedoch nur einmal ein Achtelfinale, sodass er nach zwölf Turnieren auf Platz 77 in der Challenge Tour Order of Merit stand. Im November konnte McGuirk sich bei den Irish Open, einem Gold-Turnier der World Darts Federation (WDF), ins Viertelfinale spielen.
Bei der Q-School 2022 schaffte McGuirk es über die Rangliste in die Final Stage, blieb jedoch erneut ohne Karte. Bei der PDC spielte er daraufhin nur ein Challenge-Tour-Wochenende im Oktober, bei dem er ein Achtelfinale erreichte. Stattdessen ging McGuirk bei den Turnieren der WDF an den Start. So war er Anfang September bei den Turnieren in Calella, Katalonien dabei. Hierbei siegte er bei den FCD Anniversary Open gegen Andy Baetens mit 5:4 im Finale. Auch bei den Turnieren in Irland im November war McGuirk wieder dabei, blieb aber weitgehend erfolglos.
So nahm McGuirk auch bei der Q-School 2023 teil, wo er am dritten Tag per Tagessieg die Final Stage erreichte. Eine Tour Card blieb ihm wieder verwehrt, sodass er beim Challenge-Tour-Wochenende eine Woche später an den Start ging und dort ein Viertelfinale erreichte, was sein erfolgreichstes Ergebnis auf der Tour blieb. Ein entscheidender Moment in seiner Karriere sollte das WDF-Wochenende in Irland im November 2023 werden. Beim Irish Classic spielte sich McGuirk ins Viertelfinale, wo er Cliff Prior unterlag. Bei den Irish Open, einem Gold-Turnier der WDF, gewann er jedoch nicht nur gegen Prior im Halbfinale, sondern auch gegen Ryan Hogarth im Finale mit 6:2 und fuhr somit seinen bis dato größten Titel ein. Mit diesem Titel qualifizierte sich McGuirk für die WDF World Darts Championship 2024.
Zuvor versuchte sich McGuirk jedoch abermals auf der PDC Q-School. Dieses Mal schaffte er es am zweiten Tag per Tagessieg in die Final Stage, wo er am ersten Tag im Viertelfinale stand. Es blieb jedoch dabei und damit stand er wieder ohne Tour Card da. Bei der Challenge Tour schaffte er es am zweiten Wochenende einmal ins Halb- und ein weiteres Mal ins Viertelfinale. Ein weiteres Viertelfinale folgte im November. Dazwischen nahm McGuirk als Nachrücker an drei Players Championships teil und gewann dabei insgesamt drei Spiele. Bei den WDF-Turnieren in Irland im November blieb der Titelverteidiger hinter den Erwartungen zurück.
Schließlich trat McGuirk seine Qualifikation für die WDF World Darts Championship 2024 an. Er zeigte gleich in seinem Erstrundenspiel gegen Mark Barilli, das mit ihm zu rechnen ist. Mit 2:0 und einem 3-Dart-Average von 92,81 bestritt McGuirk das beste Spiel der ersten Runde. Er steigerte sich daraufhin noch einmal in der zweiten Runde gegen den Gesetzten Edwin Torbjörnsson und ließ auch diesen mit 3:0 hinter sich. Im Achtelfinale gewann McGuirk erneut ohne Satzverlust gegen Brandon Weening und beendete im Viertelfinale die Karriere von der australischen Darts-Legende Peter Machin, den er ebenfalls mit 4:0 schlug. Im Halbfinale gegen Francois Schweyen machte McGuirk seine Titelansprüche noch einmal deutlich. Mit 5:0 in Sätzen und insgesamt sechs abgegebenen Legs setzte er sich durch und zog ins Finale des Turniers ein, welches er mit 6:3 gegen Paul Lim gewinnen konnte. Durch diesen Finalsieg wurde er zum ersten irischen Weltmeister des Dartsports.
Bei der UK Q-School 2025 gewann McGuirk drei Spiele, konnte damit jedoch nur einen Punkt für die Rangliste erringen und somit wieder keine Tour Card gewinnen.

## Titel

### PDC
- Secondary Tour Events
  - PDC Development Tour
    - PDC Development Tour 2019: 13

### WDF
- Platin-Turniere:
  - WDF World Darts Championship: (1) 2024

- Gold-Turniere
  - Irish Open: (1) 2023
- Bronze-Turniere
  - FCD Anniversary Open: (1) 2022

## Weltmeisterschaftsresultate

### WDF
- 2024: Sieger (6:3-Sieg gegen  Paul Lim)